# Ramón Núñez Villarroel
Ramón Patricio Núñez Villarroel (Santiago, 30 de noviembre de 1941) es un actor, director teatral y académico chileno. En 2009 fue galardonado con el Premio Nacional de Arte en la categoría «artes de la representación y audiovisuales».
Es profesor titular de la Escuela de Teatro de la Pontificia Universidad Católica de Chile, donde en el pasado dictó las cátedras de actuación y dirección teatral en el magíster y actualmente dicta las cátedras de actuación II y III en el pregrado. Fue director de la Escuela de Teatro desde 1983 hasta 1987. Por quince años ejerció el cargo de jefe de producción y por cinco años el de director artístico del Teatro de la Universidad Católica (TEUC). Fue profesor de actuación en la Escuela de Teatro de Duoc UC y de la Escuela de Teatro de la Universidad de las Américas.

## Infancia y educación
Hijo de un actor y director teatral amateur en Melipilla, su infancia se desarrolló en un medio artístico y desde niño supo que sería actor.
Como alumno del Internado Nacional Barros Arana, formó parte de su grupo teatral participando en certámenes dramáticos a nivel escolar. Terminada su educación secundaria, ingresó a la entonces Academia de Arte dramático del Teatro de Ensayo de la Universidad Católica de Chile (TEUC), donde cursó sus estudios gracias a una beca otorgada por la federación de estudiantes, la que mantuvo por tres años. Antes de su egreso fue llamado por el TEUC para que participara como actor en uno de sus montajes y, tan pronto egresó con calificaciones sobresalientes en 1962, fue invitado por el mismo teatro a formar parte de sus filas como parte de su elenco estable. En este teatro, uno de los más sólidos e importantes del país, ha permanecido ininterrumpidamente durante los últimos 50 años desempeñándose como actor, director, docente y administrativo. Durante su carrera ha recibido la mayoría de los premios que el público y la crítica especializada conceden en Chile.

## Trayectoria
En 1960 fue pionero en la futura Corporación de Televisión de la Universidad Católica de Chile (hoy Canal 13), participando como actor en la obra “El de la Valija” del peruano Sebastián Salazar Bondy, transmitida en circuito cerrado de televisión en mayo de ese año.
Una vez completada su formación profesional en Chile, sus estudios de postgrado en Dirección Teatral los realizó en el prestigioso Drama Centre London entre 1969 y 1971 y ha participado en numerosos seminarios y cursos de perfeccionamiento en Europa y Estados Unidos. Como profesor visitante ha impartido clases de actuación en el London Drama Center y en la School of Performing Arts de la Universidad de Middlesex, Inglaterra. 
Como, actor, director o profesor de actuación y dirección teatral, Ramón Núñez ha participado a la fecha en cerca de doscientas obras de teatro, tanto en Chile como en el exterior. Su desempeño como actor y director de programas en el área dramática de la Corporación de Televisión de la Universidad Católica de Chile, difundió masivamente su versatilidad, talento y oficio a todo el país.
Como profesor, su figura es clave en la formación de numerosas generaciones de actores en Chile. Su trabajo destaca por una profunda reflexión sobre las técnicas del realismo psicológico. Combinando su formación en Chile, su perfeccionamiento en Inglaterra y su larga experiencia profesional en el trabajo escénico, ha logrado sistematizar una particular versión del método de las acciones físicas inspirado en el trabajo de Konstantín Stanislavski, proponiendo una metodología original para el entrenamiento actoral. 
Es el miembro activo más antiguo del Teatro de la UC (TEUC), en el que ha participado desde su incorporación hasta el día de hoy. En 1993 fue distinguido por el Consejo Mundial de Educación como una de las personalidades más relevantes de la cultura nacional y la propia Universidad Católica lo premió por su dilatada y brillante carrera al servicio del TEUC durante la celebración de sus 50 años de vida. En 2001 fue invitado a formar parte de la Academia de Bellas Artes, donde además de Académico de Número, es Secretario General de la misma institución. En 2002 la Pontificia Universidad Católica de Chile lo premió como uno de los tres profesores titulares de más larga permanencia en la institución. En 2003 fue designado como uno de los tres jurados que, junto al Ministro de Educación, otorgan el Premio Nacional de Artes, mención Teatro. En 2005 recibe el premio de la Crítica Especializada como la figura de más larga y exitosa trayectoria en el teatro chileno. En 2009 es invitado por el departamento de Drama de la Universidad de Nueva York a hacer una lectura dramatizada de: Becket y Godot, de Juan Radrigán Rojas, en inglés.

## Filmografía

### Televisión
- 1960: El de la valija
- 1966: Juntos se pasa mejor
- 1967: Antología del sainete chileno
- 1968: La hora robada
- 1969: El lugar donde mueren los mamíferos
- 1972: La sal del desierto
- 1973: El Camino de la Cruz
- 1981: La madrastra
- 1982: Alguien por quien vivir
- 1983: La noche del cobarde
- 1984: El garage del finado Julián
- 1985: Agencia de Servicios Varios
- 1986-89: Pobre papá
- 1995: Esperando la carroza
- 1995: El amor está de moda
- 1996: Los dormitorios
- 1996: Ocúpate de Amelia
- 1997: El burgués gentilhombre
- 1997: Nosotros, ellas y el duende
- 1998: La picardía de un genio
- 2001: A la suerte de la olla

### Cine
- 1964: Solo el viento Película chilena basada en la novela de Enrique Campos
- 2006: The Black Pimpernel,  Coproducción sueca, norteamericana y chilena filmada en inglés, en Chile.
- 2010: La pasión de Michelangelo,  Dirección de Esteban Larraín.
- 2022: El Viejo y el Reloj Cucú,  Dirección de Silvio Caiozzi.

## Teatro
- 1961: El oso,  Antón Chéjov
- 1961: La ronda de la buena nueva, Luis Alberto Heiremans
- 1961: El baile,  Edgar Neville
- 1962: Las travesuras del ordenanza Ortega,  Molière-Heiremans
- 1962: Claudia no se baña sola,  Hernán Millas
- 1962: El retablo de Maese Pedro,  Ópera de Manuel de Falla
- 1963: Árbol viejo,  Antonio Acevedo Hernández
- 1963: El avaro,  Molière
- 1963: Mucho ruido y pocas nueces,  William Shakespeare
- 1963: La Princesa Panchita,  Jaime Silva - Luis Advis
- 1963: El tiempo y los Conways,  J. B. Priestley
- 1964: La pérgola de las flores,  Isidora Aguirre y Francisco Flores del Campo
- 1964: El Wurlitzer,  Juan Guzmán Amestica
- 1964: Tengo ganas de dejarme barba, David Benavente
- 1964: El Robot Ping-Pong,  José Pineda
- 1964: El Tony Chico, Luis Alberto Heiremans
- 1965: Casimiro Vico Primer Actor,  Armando Moock
- 1965: Canciones para mirar,  María Elena Walsh
- 1965: Las aventuras de Don Zorro,  Julio Fichtel
- 1965: La Huasita y Don Iván,  José Pineda
- 1965: Locos de verano,  Gregorio Laferrere
- 1966: La moratoria,  Jorge Andrade
- 1966: El zoo de cristal,  Tennessee Williams
- 1967: La niña en la palomera,  Fernando Cuadra
- 1967: Topografía de un desnudo,  Jorge Díaz
- 1968: Peligro a 50 metros,  José Pineda-Alejandro Sieveking
- 1969: Nos tomamos la Universidad,  Sergio Vodanovic
- 1969: El memorándum,  Vaclav Havel
- 1969: Peer Gynt,  Henrik Ibsen (U.K.)
- 1969: Un hombre es un hombre,  Bertolt Brecht (U.K.)
- 1970: The Chanlleling,  Tomás Middleton (U.K.)
- 1970: Bodas de sangre,  Federico García Lorca (U.K.)
- 1970: El perro del hortelano,  Lope de Vega (U.K.)
- 1970: Los Jugadores,  Nicolas Gogol (U.K.)
- 1971: El círculo de tiza caucasiano,  Bertolt Brecht (U.K.)
- 1971: El sino de los soldados,  Thomas Otaway (U.K.)
- 1971: No te pasees desnuda,  Georges Feydeau (U.K.)
- 1972: Álzame en tus brazos,  Armando Moock
- 1972: La gotera del comedor, Jacobo Langsner
- 1972: Doña Rosita la soltera, Federico García Lorca
- 1973: Los fusiles de la Sra. Carrar,  Bertolt Brecht (Alemania)
- 1973: Croniteatro,  Fernando Cuadra
- 1973: Almas perdidas,  Antonio Acevedo Hernández
- 1973: Chile-Ayer y Hoy,  Pablo Neruda
- 1973: Una tarde isabelina,  Juanita Subercaseaux
- 1974: La vida es sueño,  Pedro Calderón de la Barca
- 1974: El descubrimiento de América,  Juana Subercaseaux y Silvia Soublett
- 1974: El pastor lobo,  Lope de Vega
- 1975: El burgués gentilhombre,  Molière
- 1976: La historia de María,  Juana Subercaseaux
- 1976: El Burlador de Sevilla y el Convidado de Piedra,  Tirso de Molina
- 1976: Arauco Domado,  Lope de Vega
- 1977: Filemón y Baucis,  Joseph Hayden
- 1977: El misántropo,  Molière
- 1979: El diluvio que viene,  Giovanini y Garinei
- 1980: Las preciosas ridículas y Sganarelle,  Molière
- 1980: María Estuardo,  Friedrich Schiller
- 1981: El rey se muere,  Eugene Ionesco
- 1982: Urfaust,  Wolfgang Goethe
- 1983: Beckett o el Honor de Dios,  Jean Anouilh
- 1984: Sarah Bernhardt,  John Murrel
- 1984: Las gracias del amor,  Espectáculo coreográfico y narrativo de la bailarina e investigadora de danzas antiguas Sra. Sara Vial.
- 1985: Su lado flaco,  René Hurtado Borne
- 1986: Ay Federico García,  Programa Teatral unitario en conmemoración de los 50 años del asesinato del poeta Federico García Lorca, Teatro UC e Instituto Chileno de Cultura HIspánica
- 1987: Esperando la carroza,  Jacobo Langsner
- 1987: Dido y Eneas,  Henry Purcell
- 1988: La pérgola de las flores,  Aguirre-Del Campo
- 1989: La Tragicomedia del Rey de la Patagonia,  Andrés del Bosque
- 1989: Una Vida en el Teatro,  David Mamet
- 1990: Ocúpate de Amelia,  Georges Feydeau
- 1990: El descubrimiento de América,  Juana Subercaseaux y Silvia Soublette
- 1991: Theo y Vicente cegados por el sol,  Jean Menaud
- 1992: El Rey Lear,  William Shakespeare
- 1993: El Tony Chico,  Luis Alberto Heiremans
- 1993: El Cuento de Babar,  Francis Poulanc
- 1993: Sonatina burocrática,  Erik Satie
- 1994: Esperando a Godot,  Samuel Beckett
- 1996: Tres mujeres altas,  Edward Albee
- 1997: Humores que matan, Woody Allen
- 1998: El vestidor,  Ronald Harwood
- 1998: Navidad en el circo,  Henri Gheon
- 1999: La viuda de Apablaza,  Germán Luco Cruchaga
- 1999: El vestidor,  Ronald Harwood
- 2000: El burgués gentilhombre,  Molière
- 2001: Ardiente paciencia,  Antonio Skármeta
- 2002: Esa relación tan delicada,  Loleh Bellon
- 2002: El derrumbe,  Arthur Miller
- 2004: Beckett y Godot,  Juan Radrigán
- 2005: Rompiendo códigos,  Hugh Whitemore
- 2006: Sarah Bernhardt,  John Murrel
- 2007: Traición,  Harold Pinter
- 2007: La Ópera de Asís,  Raimundo Guzmán y Juan Pablo Battle
- 2008: Zapalloro,  Camila Donoso Marabolí
- 2009: Enormes detalles,  Andrés Kalawski
- 2009: PANA,  Andrés Kalawski
- 2010: Entre gallos y medianoche,  Carlos Cariola
- 2010: El cumpleaños de Violeta,  Concierto-Espectáculo homenaje de los Parra, a Violeta Parra
- 2011: Un informe sobre la banalidad del amor,  Mario Diament
- 2013: Acción armada,  Andrés Kalawski
- 2014: El último tren,  Gustavo Meza

## Lecturas dramatizadas
- 1961: Santa Juana,  George Bernard Shaw, Instit. Chileno Francés de Cultura
- 1975: La visita de la vieja dama,  Friedrich Dürrenmatt, Palacio de Bellas Artes
- 1987: El taller del orfebre,  Karol Wojtyła, Instituto Cultural de Las Condes
- 1997: El Libro de Job,  Antonio Bentué, Colegio de los SS.CC. de Vitacura
- 2001: La indagación,  Peter Weiss, Teatro UC e Instituto Goethe de Cultura
- 2006: Traición,  Harold Pinter, Instituto Chileno Británico de Cultura
- 2007: Nos tomamos la Universidad,  Sergio Vodanovic, Salón de Honor, Casa Central UC
- 2007: Beckett y Godot,  Juan Radrigán, Academia Chilena de Bellas Artes
- 2008: El joven que vino de Atlanta,  Horton Foote, Instituto Norteamericano de Cultura
- 2008: Voces ante el telón,  Andrés Kalawski, Teatro Universidad Católica
- 2009: Becket y Godot,  Juan Radrigán, Universidad de New York, USA.
- 2011: Las travesuras del Ordenanza Ortega,  Molière-Heiremans, Academia Chilena de Bellas Artes
- 2011: Gilgamesh, el hombre ante la muerte,  Antonio Bentué, Facultad de Teología UC
- 2014: Enormes detalles,  Andrés Kalawski, Academia Chilena de Belals Artes
- 2014: PANA,  Andrés Kalawski, Academia Chilena de Bellas Artes
- 2014: Acción armada,  Andrés Kalawski, Academia Chilena de Bellas Artes
- 2015: Por Joel,  Domingo Tessier, Centro de estudios Tessier
- 2022: Chile Ríe y Canta Radioteatro.
- 2023: Largo Viaje del día hacia la noche, Eugene O'Neill Academia Chilena de Bellas Artes.
- 2023: Escenas de Theo y Vicente segados por el sol, Jean Menaud Conmemoración 80 Años TEUC.

## Trabajos académicos como profesor-director
- 1972: Locos de amor,  Creación colectiva
- 1973: Viejos tiempos,  Harold Pinter
- 1974: Las reglas del juego,  Luigi Pirandello
- 1975: El prestamista,  Fernando Josseau
- 1976: Las sirvientas,  Jean Genet
- 1977: El rey se muere,  Eugene Ionesco
- 1979: Ocúpate de Amelia,  Georges Feydeau
- 1982: Doña Rosita la soltera,  Federico García Lorca
- 1984: Boing-Boing,  Mark Camoletti
- 1985: El círculo de tiza caucasiano,  Bertolt Brecht
- 1986: Sueño de una noche de verano, William Shakespeare
- 1987: Los encantos de la culpa,  Calderón de la Barca
- 1987: De cómo el Sr. Mockinpott se libró de sus padecimientos,  Peter Weiss
- 1988: El diario de Ana Frank,  Adaptación Teatral de Frances Goodrich y Albert Hackett
- 1989: Traición,  Harold Pinter
- 1990: Acreedores,  August Strindberg
- 1992: Hamlet,  William Shakespeare
- 1992: El enfermo imaginario,  Molière
- 1992: El misántropo,  Molière
- 1993:  Agnus Dei, John Pilmayer
- 1994: Doña Raimunda, Víctor Leites
- 1995: Volpone o el Zorro, Ben Jonson
- 1995: El mercader de Venecia, William Shakespeare
- 1996: Puntos de vista, Kent Broadhurst
- 1997: Nosotras que nos queremos tanto,  Marcela Serrano
- 1999: El Tony Chico,  Luis Alberto Heiremans
- 1999: El abanderado, Luis Alberto Heiremans
- 2000: Nemesio Pelao, ¿qué es lo que te ha pasao?,  Cristián Soto
- 2001: La pérgola de las flores,  Isidora Aguirre / Fco. Flores del Campo
- 2002: Martín Rivas,  Alberto Blest Gana. Adaptada por Santiago del Campo / y Ramón Núñez.
- 2003: La remolienda,  Alejandro Sieveking
- 2004: Las bicicletas son para el verano,  Fernando Fernán Gómez
- 2005: Los criminales,  Ferdinand Bruckner
- 2006: Doña Rosita la soltera,  Federico García Lorca
- 2007: Bodas de sangre,  `Federico García Lorca
- 2008: Esperando a Godot,  Samuel Bett
- 2008: Tío Vania,  Antón Chéjov
- 2008: La ópera de tres centavos,  Bertolt Brecht
- 2008: Los perros,  Lars Von Trier
- 2009: Rinocerontes,  Eugene Ionesco
- 2009: La viuda de Apablaza,  Germán Luco Cruchaga
- 2009: Las brujas de Salem,  Arthur Miller
- 2010: El Tony Chico,  Luis Alberto Heiremans
- 2010: Esperando la carroza,  Jacobo Langsner
- 2010: La Nona,  Roberto Cossa
- 2010: Doña Raimunda,  Adaptación de "Doña Ramona", de Víctor M. Leites
- 2011: El último tren,  Gustavo Meza
- 2011: Ardiente paciencia,  Antonio Skármeta
- 2011: La viuda de Apablaza,  Germán Luco Cruchaga
- 2011: El Evangelio según San Jaime,  Jaime Silva
- 2012: El último tren,  Gustavo Meza
- 2012: Nos tomamos la Universidad,  Sergio Vodanovic
- 2012: Ánimas de día claro, Alejandro Sieveking
- 2012: Las tres hermanas,  Antón Chéjov
- 2013: El toro por las astas, Juan Radrigán
- 2014: Tres Marías y una Rosa, TIT y David Benavente
- 2014: Los Payasos de la esperanza, Raúl Osorio y Mauricio Pesutic
- 2014: Agosto (Condado de Osage) (August: Osage County, en su título original), Tracy Letts
- 2015: La Balsa de la Medusa, Egon Wolff
- 2016: El Pastor Lobo, Lope de Vega
- 2016: Romeo y Julieta, William Shakespeare en traducción de Pablo Neruda
- 2017: Tartufo, Moliére
- 2017: La Escena Isabelina, Escenas de Shakespeare y Marlow
- 2018: Hamlet, William Shakespeare
- 2019: El Gran Teatro del Mundo, Pedro Calderón de la Barca

## Profesor guía de tesis
- 1992 Karen Wilkomirsky, El Grotesco
- 1994 Natalia Calderón, La Comedia en Shakespeare
- 1996 Andrea Ubal, El Trabajo de Movimiento en las Escuelas de Teatro

## Premios y reconocimientos
- 1965: “Diploma de honor”. Ilustre Municipalidad de Melipilla, Premio y Estímulo por su labor artística y cultural.
- 1973: “Laurel de Oro”. Mejor Actor Teatro Chileno, por "Álzame en tus Brazos" de Armando Moock.
- 1973: “Medalla al mérito artístico”. R.D.A., Berlín.
- 1975: “APES”. Mejor Actor Teatro Chileno, en “El Burgués Gentilhombre” de Molière.
- 1975: “Fénix”. Consorcio de Seguros La Chilena Consolidada, como Mejor Actor Teatro Chileno, por su rol protagónico en “El Burgués Gentilhombre” de Molière, TEUC.
- 1975: “Laurel de Oro”, Mejor Actor Chileno, en “El Burgués Gentilhombre” de Molière
- 1975: “Premio de la crítica”. Por Mejor Actor en “El Burgués Gentilhombre” de Molière

. Círculo de Críticos de Arte
- 1975: “Agencia Informativa ORBE”. En reconocimiento a la personalidad más destacada del Teatro Chileno.
- 1976: “Diploma Conmemorativo”. Ilustre Municipalidad de Melipilla, declarándolo “Hijo Ilustre” por su destacada participación en el Teatro Chileno.
- 1981: “Premio Consejo Nacional de Televisión” por la dirección de actores de “La madrastra” de Arturo Moya Grau, Canal 13 Chile T.V. UC
- 1982: “Alauso de Oro”. Premio “Candilejas” por su destacada creación de Mefistófeles en “Urfaust” de Goethe, TEUC.
- 1983: “Dos palomas”. Premio Teatro UC en reconocimiento a 23 años de ininterrumpida trayectoria en el TEUC.
- 1983: “Dos palomas”. Teatro UC en reconocimiento a su destacada participación en más de 25 obras en el TEUC.
- 1983: “Diploma”. Colegio San Agustín a su exalumno y distinguido actor en reconocimiento a su exitosa labor teatral.
- 1990: “Galvano de reconocimiento” del programa “Sábado Gigante” de Canal 13 Chile T.V. UC al creador de “Don Goyo”, como lo más destacado en humor desde sus inicios.
- 1993: “Diploma”. Otorgado por la Facultad de Arquitectura y Bellas Artes al celebrar los 50 años del Teatro de la UC por su aporte creativo y compromiso con la institución.
- 1993: “Orden al Mérito Institucional”, por su valiosa contribución a “La Paz Mundial, a la Comprensión entre los Pueblos y a la Elevación Cultural y Educacional de las Naciones”, conferido por el Consejo Mundial de Educación.
- 1998: “Reconocimiento” al aporte cultural y al desarrollo del Teatro en Chile, de la Ilustre Municipalidad de Melipilla a su hijo ilustre.
- 1998: “APES”. Nominado en la terna como mejor actor por “El Vestidor” de Ronald Hardwick, TEUC.
- 1998: “Premio Agustín Siré”. Otorgado por la Academia Chilena de Bellas Artes.
- 1999: “APES”. Nominado en la terna como mejor director por “La Viuda de Apablaza” de Germán Luco Cruchaga, TEUC.
- 2002: “APES”. Nominado en la terna como mejor director por “El Derrumbe” de Arthur Miller, TEUC.
- 2002: “Diploma Pontificia Universidad Católica de Chile” En reconocimiento de su meritoria labor durante 40 años de servicios en esta Universidad.
- 2004: “Premio de la Crítica” del Círculo de Críticos de Arte, por “Becket y Godot” de Juan Radrigán Rojas.
- 2005: “Premio a la trayectoria artística” del Círculo de Críticos de Arte.
- 2006: “APES”. Mejor Director de Teatro Chileno por “Rompiendo Códigos” de Hugo Whitemore, TEUC.
- 2009: “Premio Nacional de Artes”, Categoría Artes de la Representación y Audiovisuales (Chile).
- 2010: “Premio Excelencia Docente 2009” Entregado por el Rector de la Pontificia Universidad Católica de Chile, como reconocimiento al mejor profesor en el área de Arquitectura, Artes y Humanidades.
- 2010: “Premio Alma MATER” Entregado por la Pontificia Universidad Católica de Chile, por la destacada trayectoria, la significativa contribución realizada a la Universidad y el constante compromiso con ésta, su historia y sus principios.
- 2010: “ALTAZOR” Nominado en la terna como mejor Actor por “Pana” de Andrés Kalawski, TEUC.
- 2012: "Premio de Excelencia en la Trayectoria" Entregado por el Consejo Nacional de la Cultura y las Artes. Gobierno de Chile.
- 2014: “Premio a la Trayectoria Artística y Aporte a la Educación” Entregado por la UMCE en el marco de la conmemoración de los 125 años del Instituto Pedagógico.
- 2015: “Premio a la Trayectoria”. Otorgado en el día del teatro por la Ilustre Municipalidad del Providencia.
- 2022: "Premio Persona Pública Distinguida". Otorgado por la Ilustre Municipalidad de Providencia.